# Вільгельм III Оранський
Вільгельм III або Віллем ІІІ, принц Оранський (нід. Willem Hendrik, Prins van Oranje, за англійською традицією Вільям ІІІ; 14 листопада 1650, Гаага — 8 березня 1702, Лондон) — правитель Нідерландів (штатгальтер) з 28 червня 1672 року; король Англії як Вільгельм III (англ. William III), з 13 лютого 1689 й король Шотландії як Вільгельм II (англ. William II), з 11 квітня 1689 р. Був палким прихильником протестантів.
У перші роки правління Вільгельм боровся з прихильниками скинутого короля Якова II — якобітами. Він розбив їх у битві на річці Бойн в Ірландії (1690 рік). Ірландські протестанти (оранжисти) досі відзначають цей день як свято та шанують Вільгельма Оранського як героя. Помаранчевий (оранжевий, від англ. orange) колір, фамільний для Оранської династії, на прапорі Ірландії — символ протестантів.

## Життєпис

### Походження й ранні роки

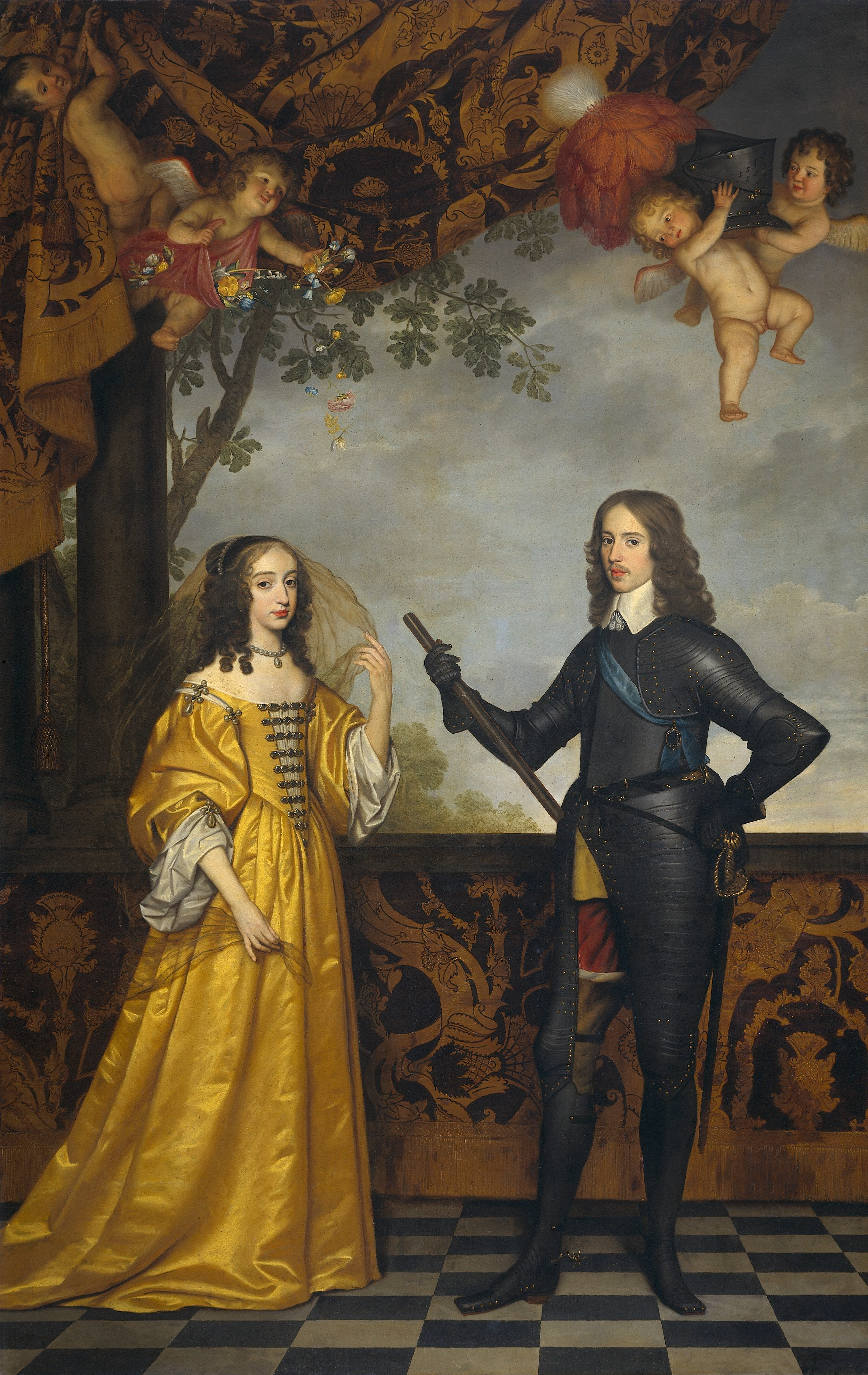
Батьки Вільгельма III

За батьком (Вільгельмом II Оранським) Вільгельм III належав до впливової у Нідерландській республіці протестантської династії принців Оранських, мав титул принца з народження (за 10 днів до народження Вільгельма його батько помер від натуральної віспи). За лінією матері він є онуком англійського короля Карла I. З 1666 року олігархія розглядала його як спадкоємця вищого посту республіки, статгаудера (штатгальтера).
У Нідерландах до юного принца ставились з пересторогою, пам'ятаючи про те, що незадовго до смерті його батько намагався здійснити у республіці монархічний переворот і стати королем. Правителем обрали Яна де Віта. На початку 1670-х років Нідерланди було втягнуто до нескінченних війн з Англією, а потім і з Францією. У результаті народного повстання де Віта було вбито (1672 рік), а 21-річний принц Вільгельм був проголошений статгаудером й головнокомандувачем.
У ці роки він проявив неабиякі здібності правителя, сильний характер, загартований у складні часи правління республіканців. Енергійними заходами молодий правитель зупинив наступ французів, потім склав коаліцію з Бранденбурґом, Австрією та Іспанією, за допомогою яких здобув низку перемог й вивів країну з війни (1674 рік).

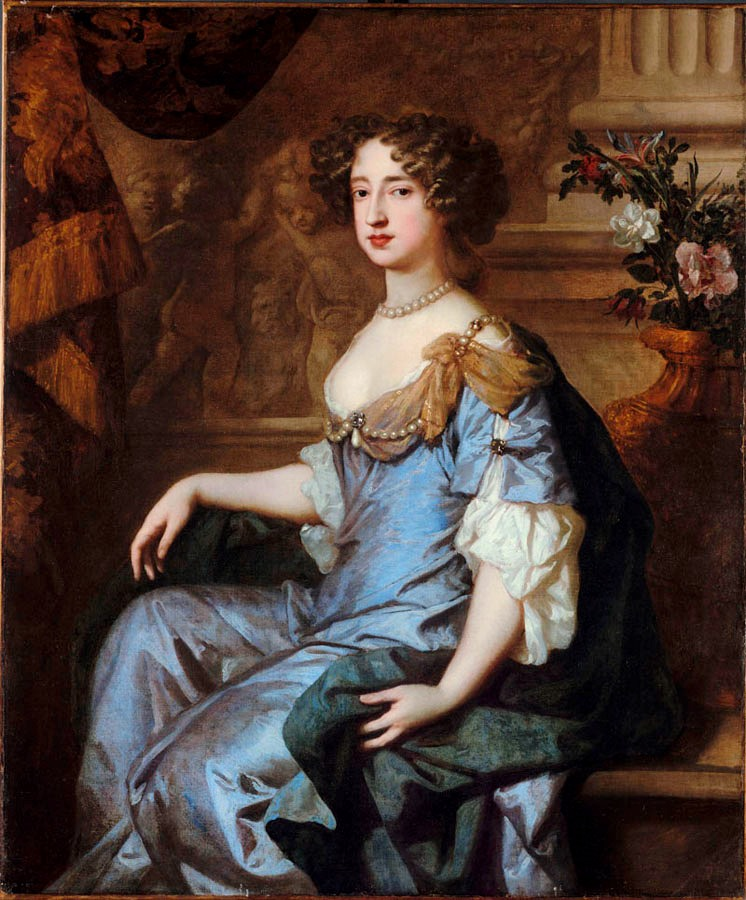
Дружина Вільгельма, королева Марія II

У 1677 році Вільгельм одружився зі своєю двоюрідною сестрою Марією Стюарт, дочкою герцога Йоркського, майбутнього короля Англії Якова II. Сучасники повідомляли, що стосунки між подружжям були теплими й доброзичливими. Цей союз і розгром армії Людовіка XIV під Сен-Дені у 1678 році завершили війну з Францією (щоправда, ненадовго).

### «Славна революція» (1688)
У 1685 році після смерті англійського короля Карла II, який не мав законних дітей, на трон Англії та Шотландії вступив дядько й тесть Вільгельма, Яків II, непопулярний в народі та серед аристократії. Йому приписували прагнення відновити в Англії католицизм й укласти альянс із Францією. Деякий час противники Якова сподівалися на смерть похилого короля, після чого трон Англії посіла б його дочка-протестантка Марія, дружина Вільгельма. Однак у 1688 році у 55-річного Якова II несподівано народився син, й ця подія послугувала поштовхом до перевороту. У неприйнятті політики короля Якова основні політичні угрупування об'єднались і домовились запросити на заміну «тирану-католику» голландське подружжя — Марію та Вільгельма. До того часу Вільгельм кілька разів відвідав Англію та завоював там значну популярність, особливо серед вігів.
Того самого 1688 року Яків II посилив утиски англіканського духовенства і розсварився з торі. Боронителів у нього практично не лишилося (Людовік XIV був зайнятий війною за Пфальцьку спадщину). Об'єднана опозиція — парламент, духовенство, містяни, землевласники — потай направили Вільгельму заклик очолити переворот і стати королем Англії та Шотландії.
15 листопада 1688 року Вільгельм висадився в Англії з армією з 40 тисяч піхотинців та 5 тисяч кавалеристів. На Його штандарті було написано слова: «Я буду підтримувати протестантство і свободу Англії». Він не зустрів жодного опору: королівська армія, міністерство та навіть члени королівської родини негайно перейшли на його бік. Вирішальною стала підтримка перевороту командувачем армії бароном Джоном Черчилем, який раніше був дуже близьким до короля Якова II.
Старий король втік до Франції. Однак він не примирився із поразкою: у 1690 році, коли проти англійців повстала Ірландія, Яків отримав військову допомогу у Франції та здійснив спробу повернення до влади. Проте Вільгельм особисто очолив ірландську експедицію й у битві на річці Бойн розгромив католицьку армію.
У січні 1689 року парламент проголосив Вільгельма та його дружину монархами Англії та Шотландії на рівних правах. Віги запропонували спочатку Вільгельму стати консортом (просто чоловіком королеви Марії), але Вільгельм категорично відмовився. За 5 років Марія померла, й надалі Вільгельм керував країною власноруч. Він правив Англією, Шотландією, Ірландією, зберігаючи також свою владу й у Нідерландах — до кінця життя.

### Король Англії та Шотландії (1688—1702)

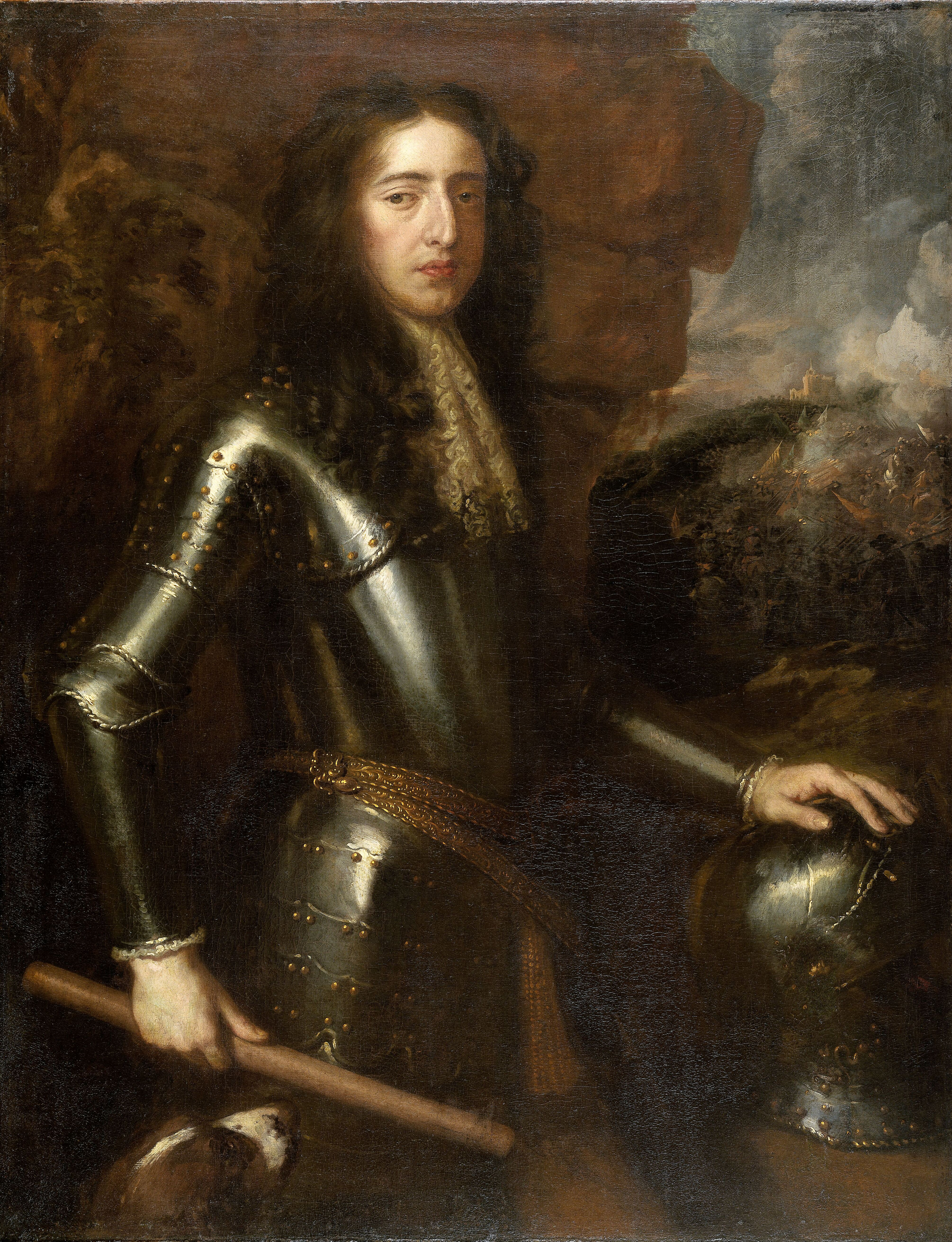
Вільгельм III Оранський

Перші роки правління Вільгельм боровся з прибічниками Якова (якобітами), розгромивши їх спочатку у Шотландії (1689), а потім — в Ірландії (на річці Бойн, 1690). Ірландські протестанти (оранжисти) досі відзначають цей день як свято й шанують Вільгельма Оранського як героя. Помаранчевий колір (родинний для Оранської династії) на прапорі Ірландії — символ протестантів.
Непримиренний опонент наймогутнішого католицького короля Європи, Людовіка XIV, Вільгельм неодноразово воював проти нього на суші й на морі ще будучи правителем Нідерландів. Людовік не визнав Вільгельма королем Англії та Шотландії, підтримуючи претензії Якова II. Для боротьби з державою Бурбонів Вільгельм Оранський створив потужну армію та найзначніший англійський флот з часів королеви Єлизавети I. Після тривалих війн Людовік XIV був змушений укласти мир і визнати Вільгельма законним королем Англії (1697). Тим не менше Людовік XIV продовжував підтримувати Якова II, а після його смерті у 1701 році — його сина, який проголосив себе Яковом III.

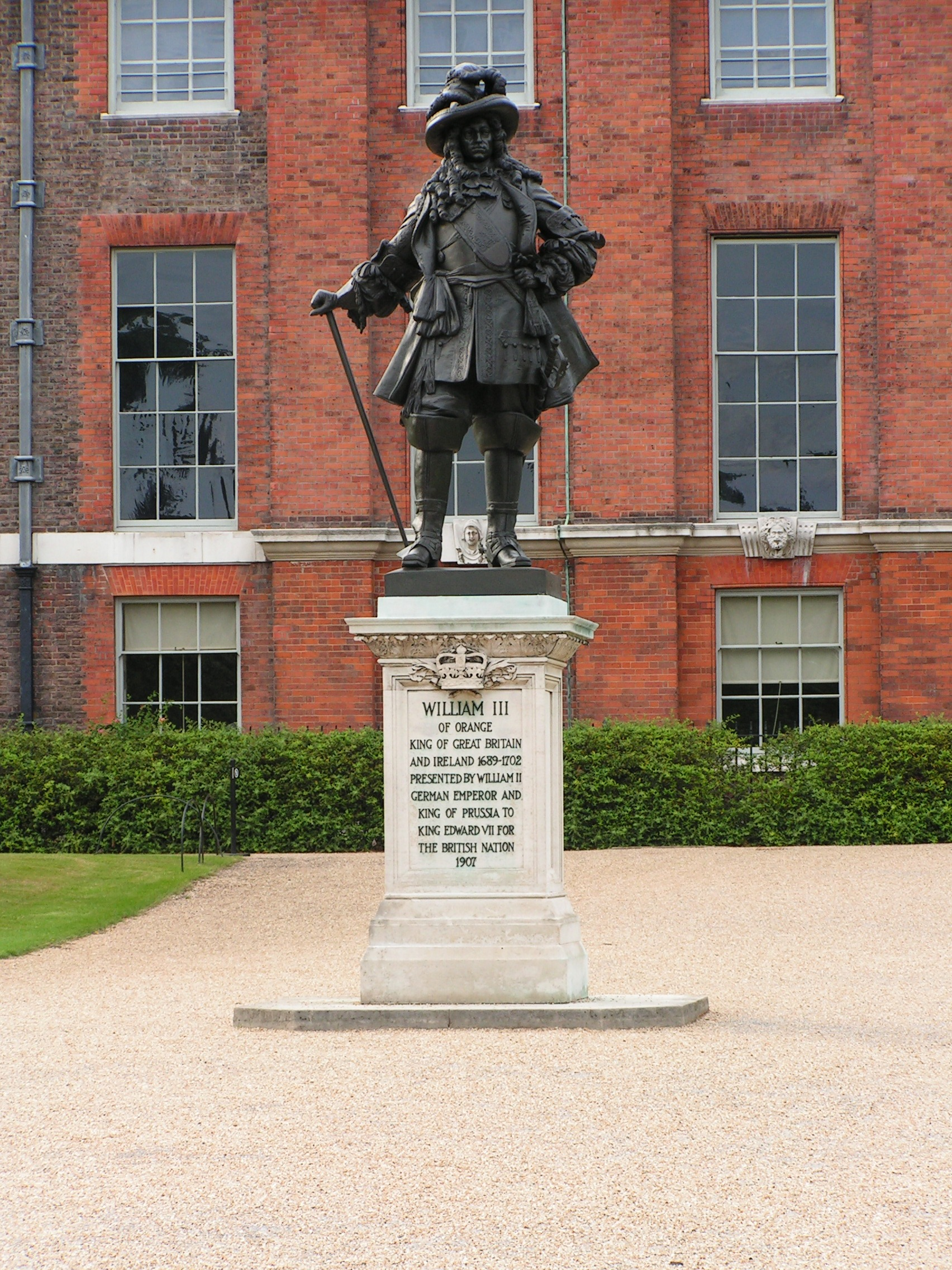
Пам'ятник Вільгельму III у Кенсінгтонському палаці

Правління Вільгельма III ознаменувало рішучий перехід до конституційної (парламентської) монархії. За його правління прийняли Білль про права (1689) й низку інших основоположних актів, які визначили розвиток англійської конституційно-правової системи на два наступних століття. Позитивну роль відіграв і «Акт про віротерпимість». Слід зазначити, що віротерпимість стосувалась виключно протестантів, які не належали до Англіканської церкви, утиски у правах католиків зберігались до другої половини XIX століття.
У 1694 році за підтримки короля було засновано Англійський банк, а у 1702 році, незадовго до смерті, король ухвалив створення об'єднаної Ост-Індської компанії. Почався розквіт літератури (Джонатан Свіфт), науки (Ісаак Ньютон), архітектури (Кристофер Рен), мореплавання. Завершується підготовка до масової колонізації Північної Америки. Пам'яттю про це є назва столиці Багамських островів «Нассау» (1695).
Незадовго до смерті (у 1701 році, після смерті малолітнього племінника герцога Глостерського) Вільгельм затвердив «Акт про спадкування престолу», відповідно до якого британський трон не могли займати католики й особи, що перебувають у шлюбі з католиками.
Наприкінці життя хворів на серцеву астму.
Вільгельм помер від запалення легенів, яке стало ускладненням після перелому плеча. Король зламав плече в результаті падіння з коня, і поширювались чутки, що це сталось через те, що кінь ступив у нору крота. Якобіти після цього охоче піднімали тост «за того кротика» («джентльмена у чорному жилеті»). Дітей у Вільгельма й Марії не було, тому трон посіла сестра Марії, Анна.